# 톰 호프만
톰 호프만(네덜란드어: Thom Hoffman, 1957년 3월 3일 ~ )은 네덜란드의 배우, 사진가이다.
본명은 토마스 안토니위스 코르넬리스 안시온(Thomas Antonius Cornelis Ancion)이다. 바세나르에서 태어났다.

## 영화
- 엠퍼러 (2016년)
- 쇼크 헤드 소울 (2011년)
- 신텔 (2010년)
- 북구의 카르멘 (2009년) - 시몬 역
- 블랙북 (2006년) - 한스 역
- 도그빌 (2003년) - 갱스터 역
- 소울 어쌔신 (2001년)
- 올란도 (1993년)
- 어쩔 수 없는 사정 (1989년)
- 암스테르담의 소녀 (1989년)
- 마리안의 허상 (1987년)
- 포스 맨 (1983년)